# Steinreich
Steinreich ist eine Gemeinde im Landkreis Dahme-Spreewald in Brandenburg. Sie gehört zum Amt Unterspreewald.

## Geografie
Die Gemeinde umfasst den im Landkreis Dahme-Spreewald liegenden Teil des Fläming. Ein landschaftlicher Höhepunkt ist die Wacholderschlucht zwischen Hohendorf / Sellendorf / Schönerlinde – sie ist Teil des Naturschutzgebietes, das dort beginnt.

## Gemeindegliederung
Die Gemeinde Steinreich gliedert sich laut ihrer Hauptsatzung in folgende Ortsteile mit den zugehörigen Gemeindeteilen und Wohnplätzen:
- Glienig mit den Gemeindeteilen Damsdorf und Schenkendorf (niedersorbisch Šenkojce[3])
- Sellendorf (Želm) mit den Gemeindeteilen Hohendorf und Schöneiche sowie den Wohnplätzen Eichbusch (mit zwei Häusern nördlich von Sellendorf) und Schönerlinde[4]

## Geschichte
Glienig gehörte seit 1816 zum Kreis Jüterbog-Luckenwalde, Sellendorf zum Kreis Luckau, beide in der Provinz Brandenburg. Am 20. April 1945 stürzte das letzte Zivilflugzeug, das aus Berlin Richtung Prag gestartet war, mit 18 Personen und drei Besatzungsmitgliedern im Waldgebiet bei Glienig ab. 1952 wurden beide Orte in den Kreis Luckau im DDR-Bezirk Cottbus eingegliedert. Seit 1993 liegen sie im brandenburgischen Landkreis Dahme-Spreewald.
Die Gemeinde entstand am 31. Dezember 2002 aus dem freiwilligen Zusammenschluss der bis dahin selbstständigen Gemeinden Glienig und Sellendorf.

## Bevölkerungsentwicklung
| Jahr | Glienig | Sellendorf |      | Jahr | Steinreich |
| ---- | ------- | ---------- | ---- | ---- | ---------- |
| 1875 | 169     | 307        | 2002 | 659  |            |
| 1910 | 086     | 246        | 2005 | 612  |            |
| 1939 | 323     | 253        | 2010 | 568  |            |
| 1946 | 451     | 441        | 2015 | 507  |            |
| 1950 | 575     | 458        | 2020 | 458  |            |
| 1971 | 436     | 563        | 2021 | 445  |            |
| 1990 | 339     | 387        | 2022 | 423  |            |
| 1995 | 314     | 378        | 2023 | 425  |            |
| 2000 | 314     | 357        | 2024 | 421  |            |
| 2001 | 304     | 358        |      |      |            |

Gebietsstand des jeweiligen Jahres, Einwohnerzahl: Stand 31. Dezember (ab 1991), ab 2011 auf Basis des Zensus 2011, ab 2022 auf Basis des Zensus 2022

## Politik

### Gemeindevertretung
Die Gemeindevertretung von Steinreich besteht aus acht Gemeindevertretern und dem ehrenamtlichen Bürgermeister. Die Kommunalwahl am 9. Juni 2024 führte bei einer Wahlbeteiligung von 70,2 % zu folgendem Ergebnis:
| Partei / Wählergruppe               | Stimmenanteil | Sitze |
| ----------------------------------- | ------------- | ----- |
| Freie Wählergemeinschaft Steinreich | 100 %         | 8     |

### Bürgermeister
- 2003–2019: Wolfgang Luplow (Freie Wählergemeinschaft Steinreich)[12]
- 2019–2024: Heinz-Peter Frehn (Freie Wählergemeinschaft Steinreich)
- seit 2024: Vanitas Berrymore (Einzelbewerber)

Berrymore wurde in der Bürgermeisterwahl am 9. Juni 2024 ohne Gegenkandidaten mit 60,6 % der gültigen Stimmen für eine Amtszeit von fünf Jahren gewählt.

## Sehenswürdigkeiten

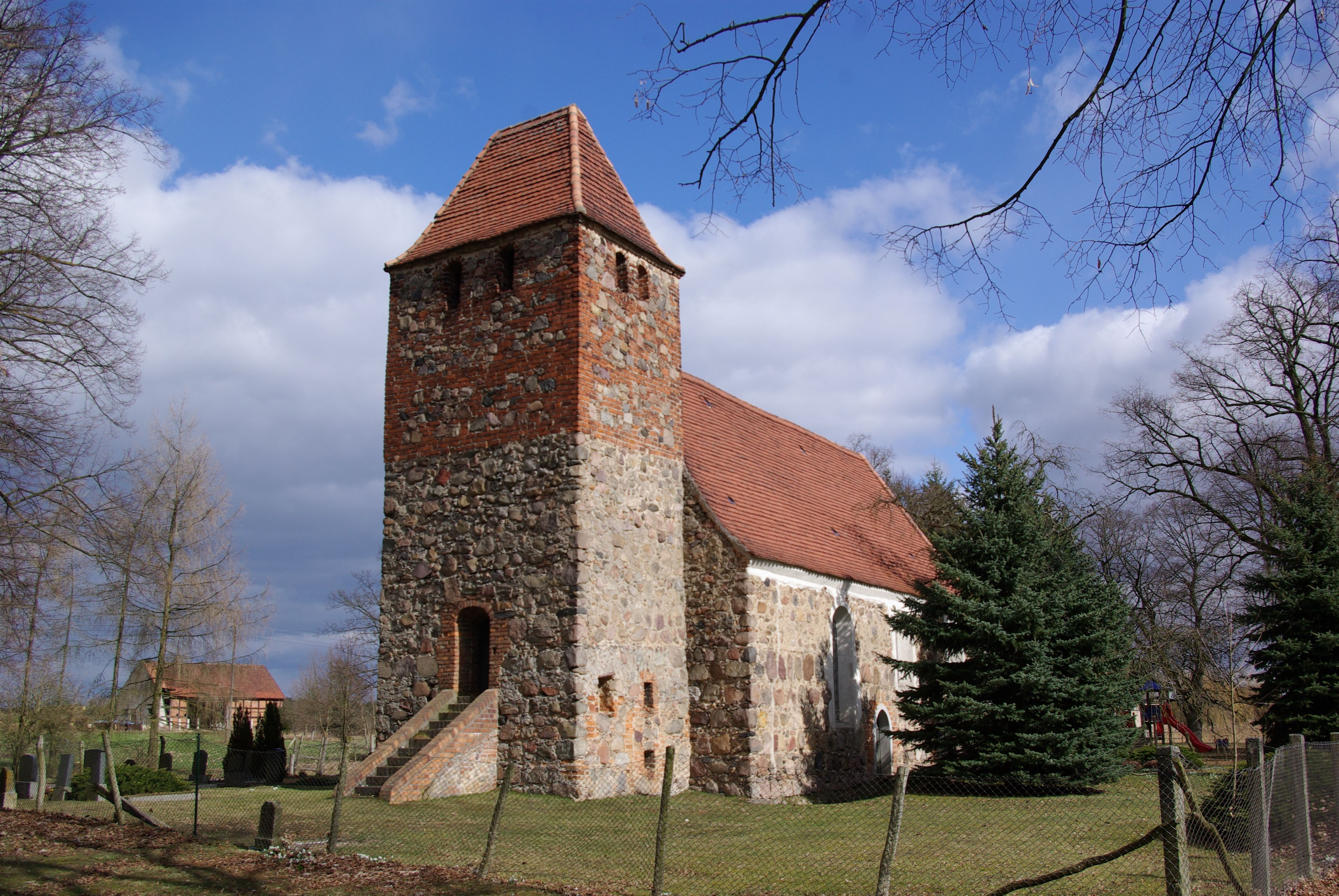
Kirche in Schenkendorf

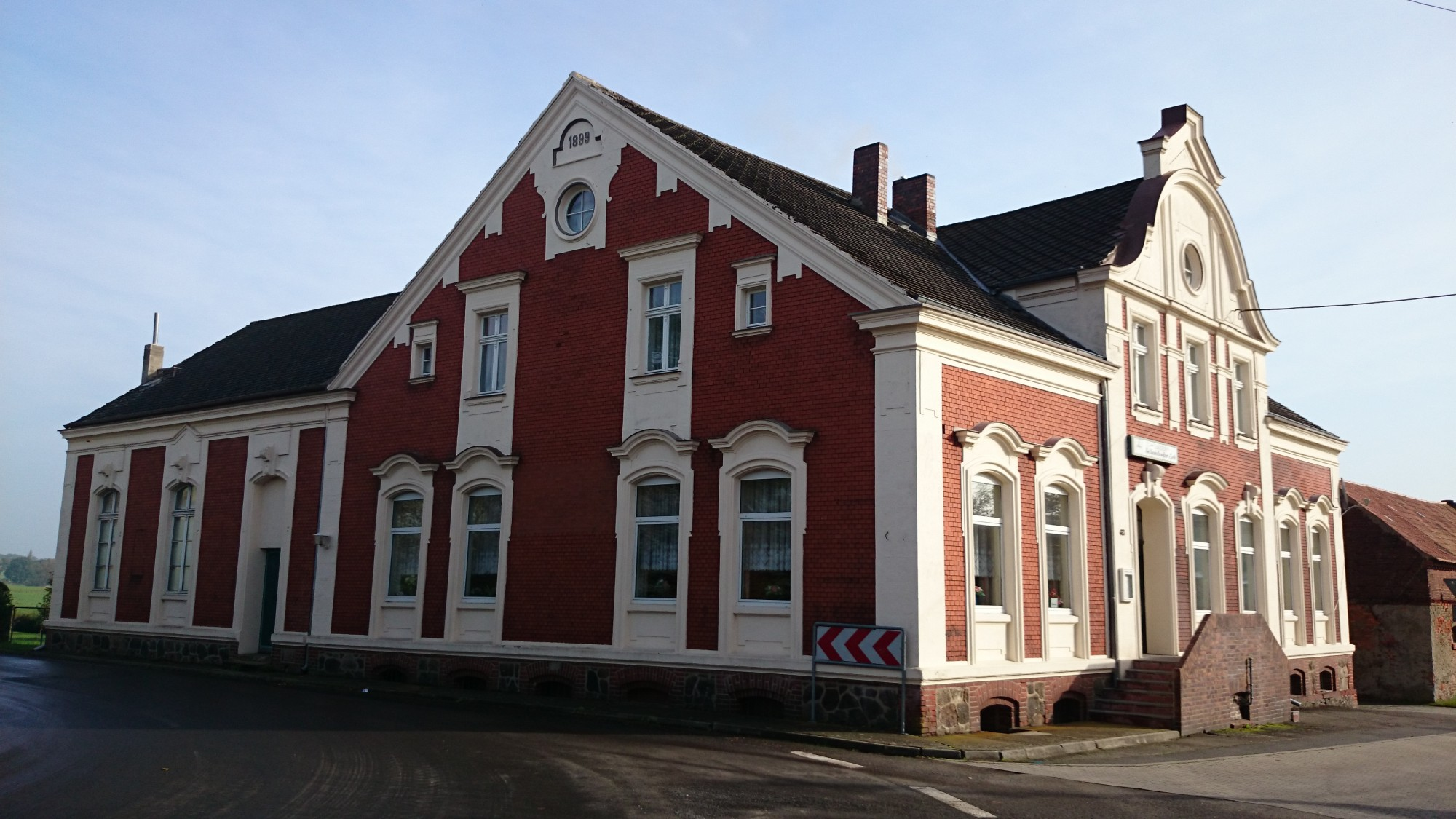
Gaststätte in Sellendorf

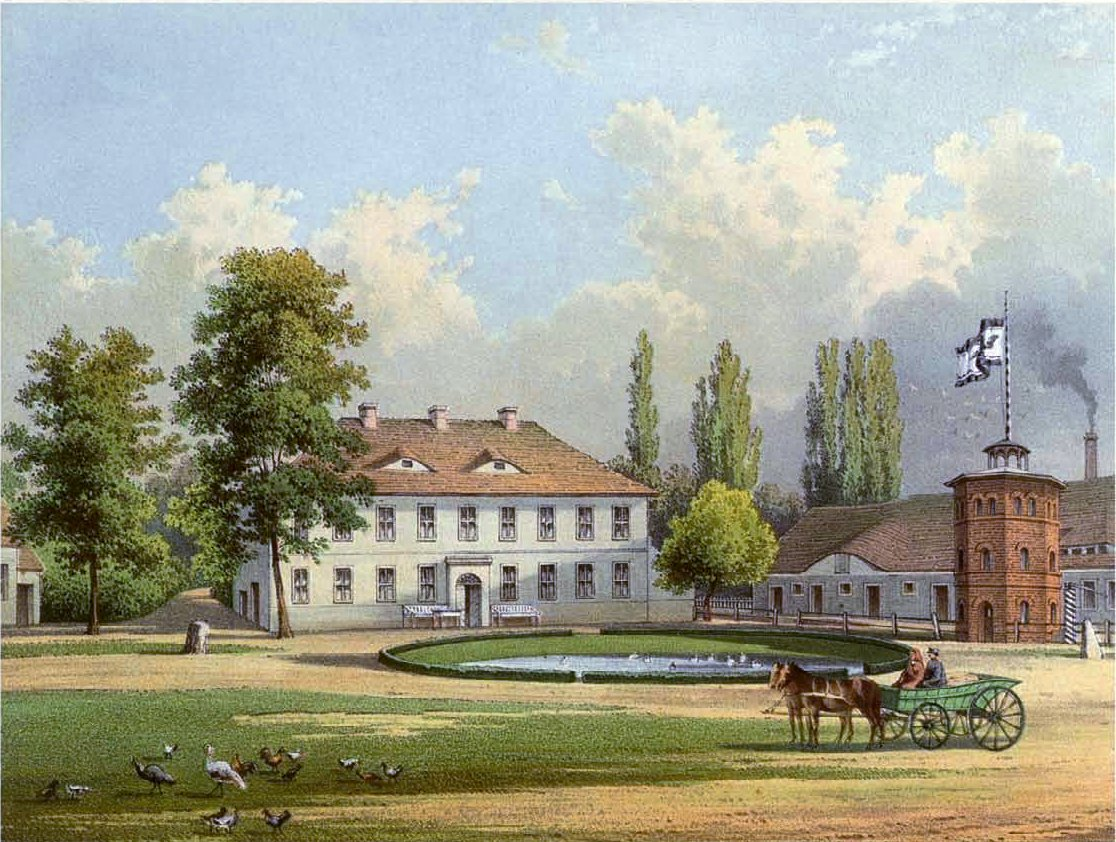
Rittergut Sellendorf um 1860, Sammlung Alexander Duncker

In der Liste der Baudenkmale in Steinreich und in der Liste der Bodendenkmale in Steinreich stehen die in der Denkmalliste des Landes Brandenburg eingetragenen Denkmale.
- Die Dorfkirche Schenkendorf entstand im 15. Jahrhundert und wurde 1713 erneuert. Die Kirchenausstattung stammt einheitlich aus der Zeit um 1700, darunter ein Altar des Tischlers Bandicke sowie des Malers Zimmermann.
- Gaststätte in Sellendorf, historistisches Gebäude mit Saalanbau, 1899 erbaut

## Wirtschaft und Infrastruktur

### Unternehmen
- Brennerei Sellendorf

### Verkehr
Steinreich liegt an der Landesstraße L 711 zwischen Wahlsdorf und Golßen.

### Sport
Bei der Mini-WM Sommer 2006 in Hohendorf wurde die große Fußball-WM 2006 in Deutschland kopiert und im Maßstab (Kleinfeld Dorffest mit etwa 400 Spielern und Fans) erfolgreich umgesetzt.

## Persönlichkeiten
- Joachim Friedrich von Stutterheim (1715–1783), preußischer General, auf dem Rittergut Sellendorf geboren
- Renate Seydel (* 1935), Herausgeberin und Schriftstellerin, in Schenkendorf geboren.